# 1013 Tombecka
1013 Tombecka là một tiểu hành tinh vành đai chính. Nó được phát hiện bởi Benjamin Jekhowsky ngày 17 tháng 1 năm 1924. Tên ban đầu của nó là 1924 PQ.